# René Blondelle
Pour les articles homonymes, voir Blondelle.
René Blondelle, né le 13 juin 1907 à Pouilly-sur-Serre (Aisne) et mort le 25 février 1971 à Bruxelles, est un syndicaliste et sénateur français.

## Biographie
Il entre en 1924 à l'École nationale supérieure des arts et métiers de Lille. Parmi les plus jeunes de sa promotion, il en sort en 1927, au troisième rang sur une centaine d'étudiants.
Gros exploitant agricole de l’Aisne il devient syndic régional de ce département de la Corporation paysanne. En 1941, il est nommé au Conseil national de Vichy pour y représenter le monde agricole.
En mars 1946 il est élu secrétaire général de la FNSEA. De 1949 à 1954, il est président de la FNSEA
En avril 1952, il devient Président de l'Assemblée permanente des présidents des Chambres d'agriculture.
Il est membre du Conseil économique de mars 1954 à juin 1955, et du Conseil de la République, de juin 1955 à 1959. De 1959 à février 1971, il est sénateur de l'Aisne, inscrit au Centre républicain d’action rurale et sociale.